# Paul van Capelleveen
Paul van Capelleveen (Nimega, 1960) è un poeta olandese.

## Biografia
Nel 1987 ha pubblicato Lord of Dantras per Amor Vincit, un marchio editoriale di Phoenix Editions (Binderij Phoenix), in un'edizione di 53 copie numerate. È diventuo noto nella poesia grazie a Altijd commentaar (Sempre commento), una raccolta che gli ha valso il plauso della critica e una nomination al premio C. Buddingh' nel 1992. La sua poetica è caratterizzata da un uso innovativo del linguaggio e da una riflessione profonda su tematiche contemporanee, che spaziano dalla critica sociale a meditazioni esistenziali, mantenendo sempre un forte legame con il contesto storico e culturale olandese. Nel 2004 ha pubblicato la raccolta Laatste metamorfose (Ultima metamorfosi) con l'editore Meulenhoff. 
Oltre al successo come poeta, si è affermato come un studioso della storia del libro. Svolge il ruolo di curatore e conservatore delle opere a stampa moderne, dedicandosi alla protezione, catalogazione e promozione di un patrimonio librario che racconta la storia della stampa e della cultura scritta presso la Koninklijke Bibliotheek (KB), la Biblioteca Nazionale dei Paesi Bassi, con sede a L'Aia. In passato, ha lavorato per il Museum Meermanno de L'Aia, considerato il più antico museo del libro del mondo.
È autore di libri e articoli accademici, che esplorano in modo dettagliato l'evoluzione del libro e il ruolo della stampa nella società È membro di diverse associazioni professionali, tra cui la Maatschappij voor Nederlandse Letterkunde (Società per la Letteratura Olandese), dedicata alla promozione della letteratura olandese, e il Nederlands Genootschap van Bibliofielen (Associazione Olandese dei Bibliofili), che riunisce esperti e appassionati di libri rari e collezionismo.

## Pubblicazioni
- Het mozaïek. Velp, 1982
- De haven. Velp, 1982
- De verzoening. [Amsterdam], Sub Signo Libelli, 1983
- Antidateringen. Deventer, Paul Snijders, [1985]
- Ego (Schrijver van het nachthuis). 's-Gravenhage, 1986
- Non-entia. [Utrecht], Sub Signo Libelli, 1986
- Lord of Dantras. Amsterdam, Amor Vincit, 1987
- Driekwart marathon. 's-Gravenhage, Tight End Press, 1988 [In occasione della partenza di Harry G.M. Prick come curatore del Museo olandese della letteratura.
- Singerie. Een fragment. [Amsterdam], Sub Signo Libelli, 1988
- Woorden in een droom gezonden. 's-Gravenhage, Tight End Press, 1989
- De lieflijke macht: Over het gedicht Capriccio van Gerrit Komrij. 1990
- (Altijd commentaar) Amsterdam, Rothschild & Bach, 1991
- 'P.C. Boutens en de band van Praeludiën ' (Nota bibliografica)’, in: Jaarboek Letterkundig Museum 7 1998
- 'P.C. Boutens en de band van Stemmen ' Nota bibliografica)', in: Jaarboek Letterkundig Museum, 2000
- Laatste metamorfose. Amsterdam, Meulenhoff, 2004
- Het nieuwe doen, in: Nieuwe gedichten, 2004
- Begraven bij Carde, in: Nieuw Letterkundig Magazijn, Jaargang 22 (2004)
- Luisteren in Toulouse, in: Nieuw Letterkundig Magazijn, Jaargang 22 (2004)
- Voices and Vision, the Koopman Collection and the Art of the French book. 208 pagina's, Uitgeverij Waanders (Engelse editie) maart 2009
- Het ideale boek. Honderd jaar Private Press in Nederland 1910-2010, Nijmegen, 2010, ISBN 9789460040603